# Rap rock
Rap rock – podgatunek muzyczny będący połączeniem dwóch głównych gatunków – hip-hopu i rocka. Pojęcie mylone często z innymi gatunkami, rapcorem lub rap metalem.

## Historia
Początkowo rap rock, jak i inne podgatunki hip-hopu w latach 80. XX w. były wykonywane w undergroundzie. Swoją popularność zdobył dopiero w latach 90., kiedy to ukazała się wspólna piosenka rap grupy Run-D.M.C. z rockowym zespołem Aerosmith – „Walk This Way”, która zdobyła ogromne uznanie publiczności obu środowisk. Pierwsze zespoły, które specjalizowały się w rap rocku powstały po 1990 roku. Były to m.in. Limp Bizkit, Linkin Park, Red Hot Chili Peppers, Crazy Town, 311, Gorillaz, Bloodhound Gang czy Cypress Hill.

## Główni wykonawcy
Głównymi wykonawcami gatunku są:
- 311[4]
- Crazy Town
- The Flys[4]
- Kid Rock[4]
- Incubus[4]
- Insane Clown Posse[4]
- Gorillaz
- Linkin Park[4]
- Limp Bizkit[4]
- Project 86[4]
- Red Hot Chili Peppers[4]
- Urban Dance Squad[4]